# Pierre (archevêque de Lyon)
Pour les articles homonymes, voir Pierre.
Pierre, mort le 29 mai 1139, à Antioche, est un prélat du XIIe siècle, succéssivement évêque de Viviers, sous le nom de Pierre II, puis archevêque de Lyon, sous le nom de Pierre Ier.

## Biographie
Si les origines familiales de Pierre ne sont pas précisément connues, il semble originaire de Bourgogne. Roche (1894) indiquait cependant qu'il était parent d'Aldebert d'Uzès, évêque de Nîmes.
Il commence sa carrière religieuse comme moine clunisien,,.
Vers 1125, il monte sur le trône épiscopal de Viviers,,,. Son épiscopat est court et laisse peu de traces,. En 1129, il participe avec les évêques de Die et de Grenoble à pacifier les querelles entre l'abbaye de Romans et Silvion de Clérieu, (le Regeste dauphinois mentionne l'année 1132). L'année suivante, le pape Innocent II fait appel à luia fin de rétablir l'accord entre les abbés de
Saint-Tibéry et de la Chaise-Dieu,.
En 1131, il est transféré à Lyon,,. Ce transfert lui vaut une lettre de félicitation de son ancien supérieur lorsqu'il était à Cluny, Pierre le Vénérable,.
En 1132, Innocent II demande aux évêques d'Autun, de Viviers, de Grenoble et à l'abbé de
Savigny de faire détruire les châteaux de Lissieu et de l'Illié, qui sont à l'origine de l'archevêque de Lyon et de Guichard, sire de Beaujeu,.
Au cours de son archiépiscopat, il soutient la création de plusieurs abbayes : celle du Miroir, l'abbaye du Joug-Dieu et celle de la Bénisson-Dieu.
Il est également légat pontifical,. En 1139, il est ainsi envoyé en mission en Syrie à Antioche,. Il tombe malade dans cette ville et meurt le 29 mai 1139,.